# Nematotanais mirabilis
Nematotanais mirabilis is een naaldkreeftjessoort uit de familie van de Colletteidae. De wetenschappelijke naam van de soort is voor het eerst geldig gepubliceerd in 1985 door Bird & Holdich.